# Aeropuerto Internacional Midway
El Aeropuerto Internacional Midway (en inglés, Chicago Midway International Airport) (IATA: MDW, OACI: KMDW, FAA LID: MDW), también conocido como Aeropuerto Midway o Midway, es un aeropuerto en Chicago, Illinois, Estados Unidos, localizado en el lado suroeste de la ciudad, a 13 kilómetros  del Loop de Chicago. El actual código IATA MDW ha sido usado desde 1949 cuando el Aeropuerto Municipal de Chicago fue renombrado por Airport Chicago Midway, a pesar de que los vuelos de programación continuaron nombrándolo CHI hasta que comenzaron los vuelos en el Aeropuerto O'Hare. Está rodeado por la calle 55, la Avenida Cicero (entrada de la terminal), la calle 63, y la Avenida Central. La parte norte del aeropuerto está dentro del área comunitaria de Garfield Ridge y la parte sur en el barrio de Clearing. El aeropuerto es administrado por el Chicago Airport System, que también supervisa las actividades del Aeropuerto Internacional O'Hare y el Aeropuerto Internacional de Gary-Chicago. El aeropuerto lleva el nombre de la Batalla de Midway durante la II Guerra Mundial.
Midway es dominado por la aerolínea de bajo costo Southwest Airlines. Frontier Airlines y Delta Air Lines son las otras operadoras principales. Tanto la carretera Stevenson como la Línea Naranja de la Autoridad de Tránsito de Chicago proveen a los pasajeros el acceso al centro de Chicago. El Aeropuerto Midway es el segundo mayor aeropuerto de pasajeros en el Área metropolitana de Chicago, así como del Estado de Illinois, después del Aeropuerto Internacional O'Hare.
En la actualidad, el Aeropuerto Midway sirve como ciudad foco para la aerolínea basada en Dallas, Southwest Airlines. En 2011, Midway es la ciudad foco más grande de Southwest. Por más de 16 años, el Aeropuerto Internacional Midway fue el principal centro de conexiones para la aerolínea basada en Indianápolis ATA Airlines (ATA), pero el servicio se redujo a cuatro destinos en noviembre del 2007 y finalizó el 7 de junio del 2008 antes de que la aerolínea se declarara en bancarrota en abril del 2008 cuando inmediatamente suspendió todos sus vuelos.

## Información
El Aeropuerto Internacional Midway es uno de los aeropuertos de más rápido crecimiento en el continente: 17 millones de pasajeros al año viajan a través de este aeropuerto.
Tiene tres alas que sirven a las grandes aerolíneas como Southwest Airlines y AirTran Airways. Expansiones recientes incluyen un área de reclamo de equipaje, área para compra de vuelos y un puente entre el estacionamiento y las alas del aeropuerto.
El aeropuerto ofrece fácil acceso desde el centro de la ciudad, a unos 30 minutos usando el tren de la línea naranja, además de los autobuses regionales. Cada hora opera un autobús de ida y vuelta entre el Aeropuerto Midway y el Aeropuerto O'Hare entre las 7:00 y las 22:00 horas.

## Historia
Originalmente construido en 1927 con el nombre de Aeropuerto Municipal de Chicago (Chicago's Municipal Airport) y llamado "munie" por los pilotos, en 1937 es declarado el aeropuerto más ocupado del mundo. Tras la Batalla de Midway en 1942 el aeropuerto continuó jugando un papel importante durante la Segunda Guerra Mundial y fue usado como base militar por la capacidad de su pista de aterrizaje y su posición en el centro de los Estados Unidos.
En 1949 la ciudad renombra el aeropuerto con el nombre de Midway, en honor a los veteranos caídos en la Batalla de Midway.
Para 1967, la reedificación había empezado en el aeropuerto, agregando tres nuevas salas con 28 puertas y tres mostradores de boletos, y en 1968 la ciudad invirtió $10 millones en fondos de renovación. Los fondos en parte apoyaron la construcción de la Autopista Stevenson, que resultó ser una ruta importante para los pasajeros al aeropuerto y vio a medio camino el regreso de líneas aéreas mayores durante ese año, sirviendo a 1,663,074 pasajeros en jets como el McDonnell Douglas DC-9, Boeing 727 y Boeing 737, capaces de utilizar las pistas del Midway que el Boeing 707 y el Douglas DC-8 no podían.
En 1979, Midway Airlines comenzó operaciones, la primera en hacerlo después de la Ley de la Desregulación de las Líneas aéreas de 1978, y llegó a ser la aerolínea bandera del Midway hasta que finalizó sus operaciones en 1991. Midway Airlines ayudó a revitalizar el aeropuerto y abrió el camino a nuevas aerolíneas de descuento, que se beneficiaron al bajar los costos del Midway y la cercanía al Loop de Chicago. Southwest Airlines, que empezó sus operaciones en Midway en 1985, fue uno de los beneficiarios. Tres años antes, en 1982, la Ciudad de Chicago compró el Aeropuerto Midway al Consejo de Educación de Chicago por $16 millones de dólares.
La Autoridad de Tránsito de Chicago desplazó la ubicación original del Carlton Midway Inn para abrir una nueva terminal de metro en el aeropuerto el 31 de octubre de 1993 para la línea naranja de Metro de Chicago, que conecta el aeropuerto con el Loop de Chicago. La Línea naranja del metro conecta el Midway con el centro de Chicago a través de un tren elevado. El Aeropuerto Midway es la terminal de la línea, que atraviesa la porción sudoeste de la ciudad antes de acabar en el centro y dar la vuelta de nuevo hacia el Midway. La Línea naranja no opera las 24 horas del día (a diferencia de la Línea Azul, que proporciona 24 horas de servicio al Aeropuerto O'Hare y a la línea roja) pero opera horas extras de 4:00 de la mañana a 1:00 de la mañana, corriendo en un promedio de intervalos de 8 minutos. El viaje en tren del aeropuerto Midway al centro tarda 25 minutos.

## Aeródromo

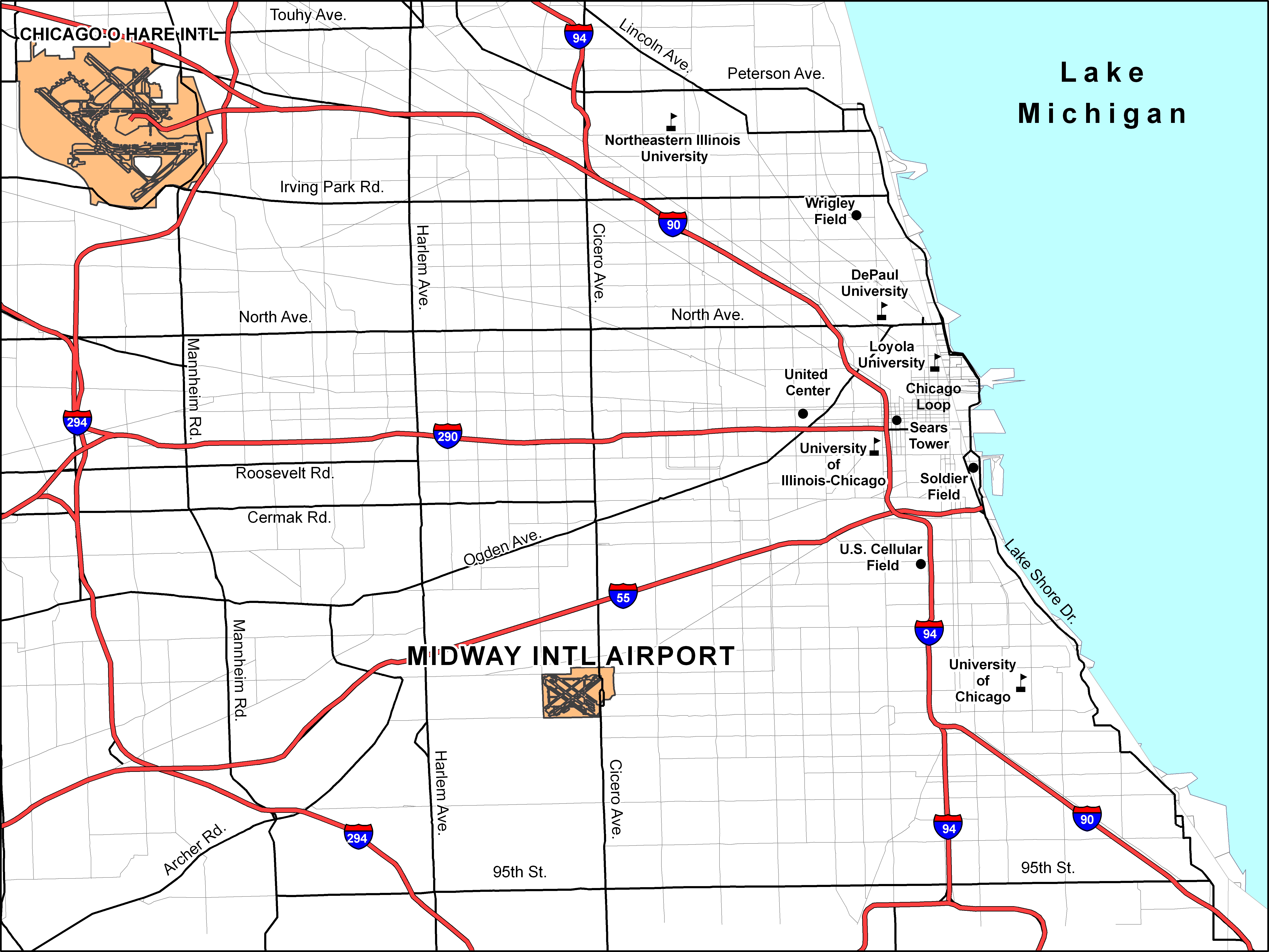
Área metropolitana de Chicago, donde operan los Aeropuertos Internacionales Midway y O'Hare.

El original diseño completamente desarrollado década de 1940 incluía ocho pistas de aterrizaje que se entrecruzaban en el bloque de 8 por 8 de propiedad (una milla cuadrada). Todas las terminales y los hangares estaban en la periferia cuadrada. A fines de 1970 los pares de pistas más cortas de norte a sur y de este a oeste habían sido cerradas, aunque algunas se convirtieron en calles de rodaje. Las otras cuatro pistas permanecen en uso, todas han sido fortalecidas y mejoradas, pero sobre su mismo lugar. Una pista corta (13R/31L) para aviones ligeros se añadió en 1989.
El Aeropuerto Internacional Midway cubre una milla cuadrada (640 acres, 2.59 km²) y en la actualidad cuenta con cinco pistas de aterrizaje:
- Pista 13C-31C: 6,522 × 150 ft (1,988 × 46 m), pista para aerolíneas, equipada con ILS.
- Pista 4R-22L: 6,446 × 150 ft (1,965 × 46 m), pista para aerolíneas, equipada con ILS.
- Pista 4L-22R: 5,507 × 150 ft (1,679 × 46 m), aviación general y taxi aéreo.
- Pista 13R-31L: 5,141 × 150 ft (1,567 × 46 m), únicamente para aviones ligeros.

Debido a que el Midway está rodeado de edificios y de desarrollo, los umbrales de las pistas de aterrizaje son desplazados para proporcionar un adecuado espacio libre de obstáculos. Tanto la FAA como las aerolíneas garantizar la seguridad mediante la adhesión a los límites de carga calculada y mínimos diferentes del tiempo. Debido a los umbrales de aterrizaje desplazado, las pistas tienen distancias más cortas disponibles para los aterrizajes que para despegues. La pista más larga, la 13C-31C, tiene una distancia de aterrizaje disponible de 6,059 pies (1,847 m) en dirección sureste y de 5,826 pies (1,776 m) en el noroeste. Todas las otras pistas tienen una distancia de aterrizaje por debajo de los 5,930 pies (1,810 m). El avión más grande que normalmente se ve en Midway es el Boeing 757. Debido a las pistas cortas, aviones de fuselaje ancho son imprácticos, e incluso aviones Boeing 737 de vez en cuando tienen que disminuir carga en los días más calurosos del verano cuando el funcionamiento del avión se reduce sustancialmente. Normalmente, los aviones comerciales sólo despegan y aterrizan en las pistas 4R, 22L, 31C y 13C. Las otras pistas son utilizadas por aviones más pequeños. De las cuatro pistas de aterrizaje grande, todas se utilizan casi a partes iguales, con la excepción de la 13C. La pista 13C solo se utiliza ocasionalmente en ciertas condiciones climáticas. La pista 13L/31R se cerró permanentemente después de 82 años el 9 de agosto de 2023 y se convirtió en calle de rodaje H.

## Terminales

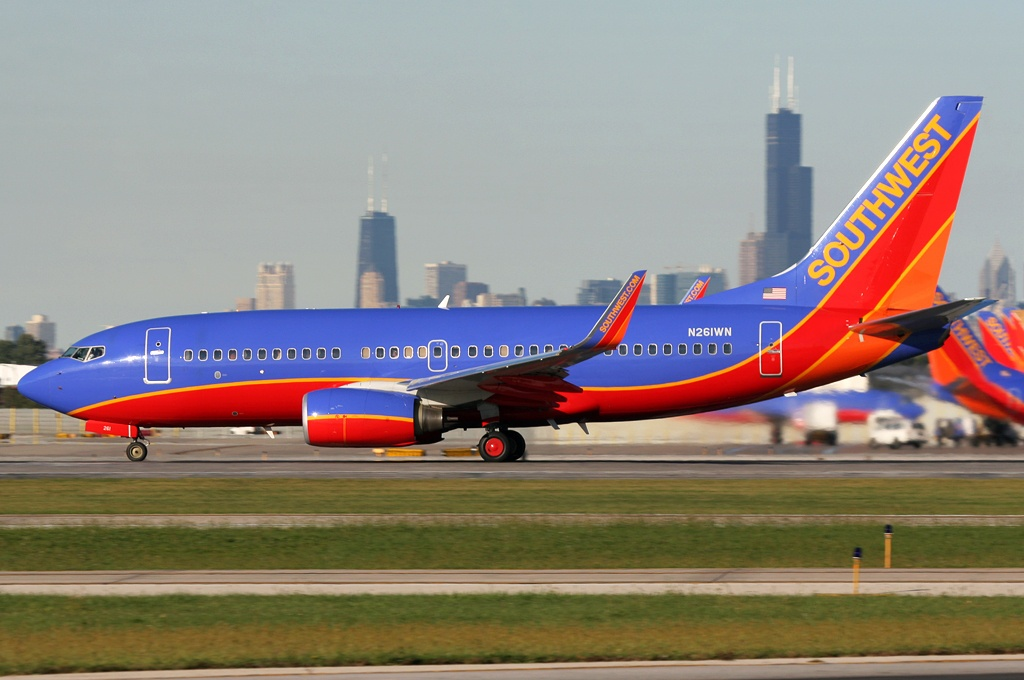
Southwest Airlines es la aerolínea dominante en Midway, que opera más de 225 vuelos diarios en 29 de las 43 puertas del Midway a más de 65 destinos en los Estados Unidos.

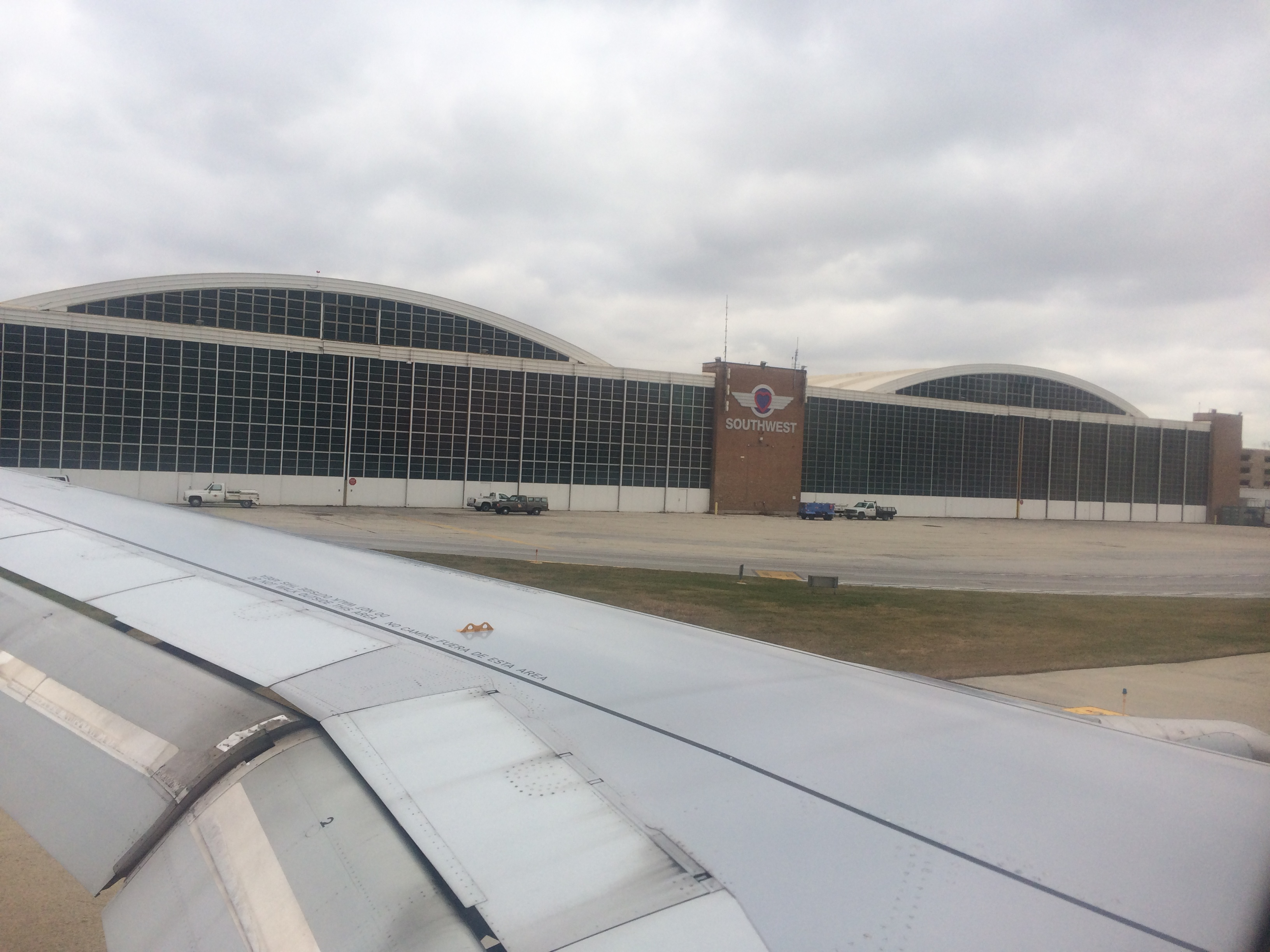
Hangar de Southwest en el Aeropuerto de Chicago-Midway.

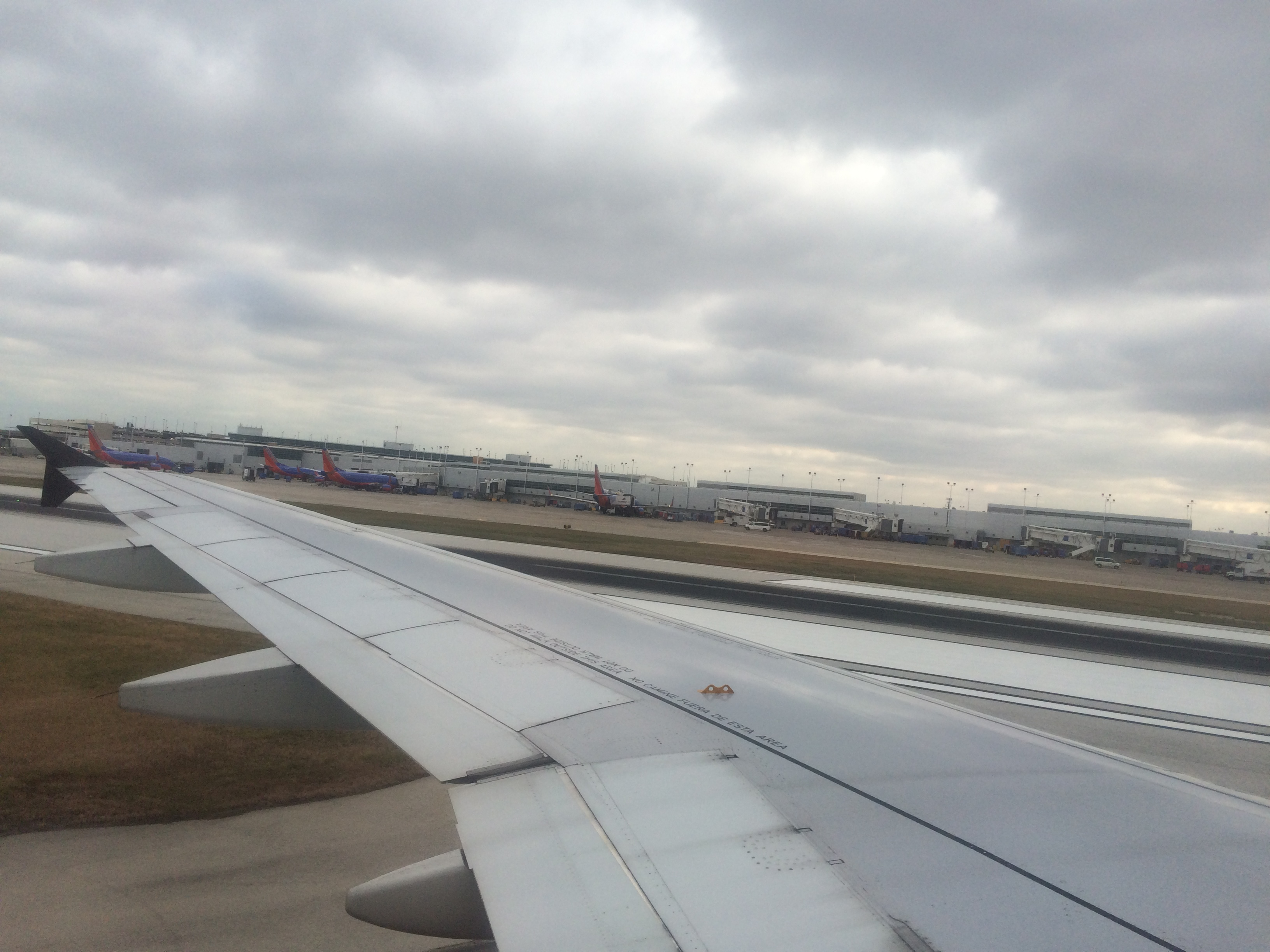
Vista del Aeropuerto de Chicago-Midway.

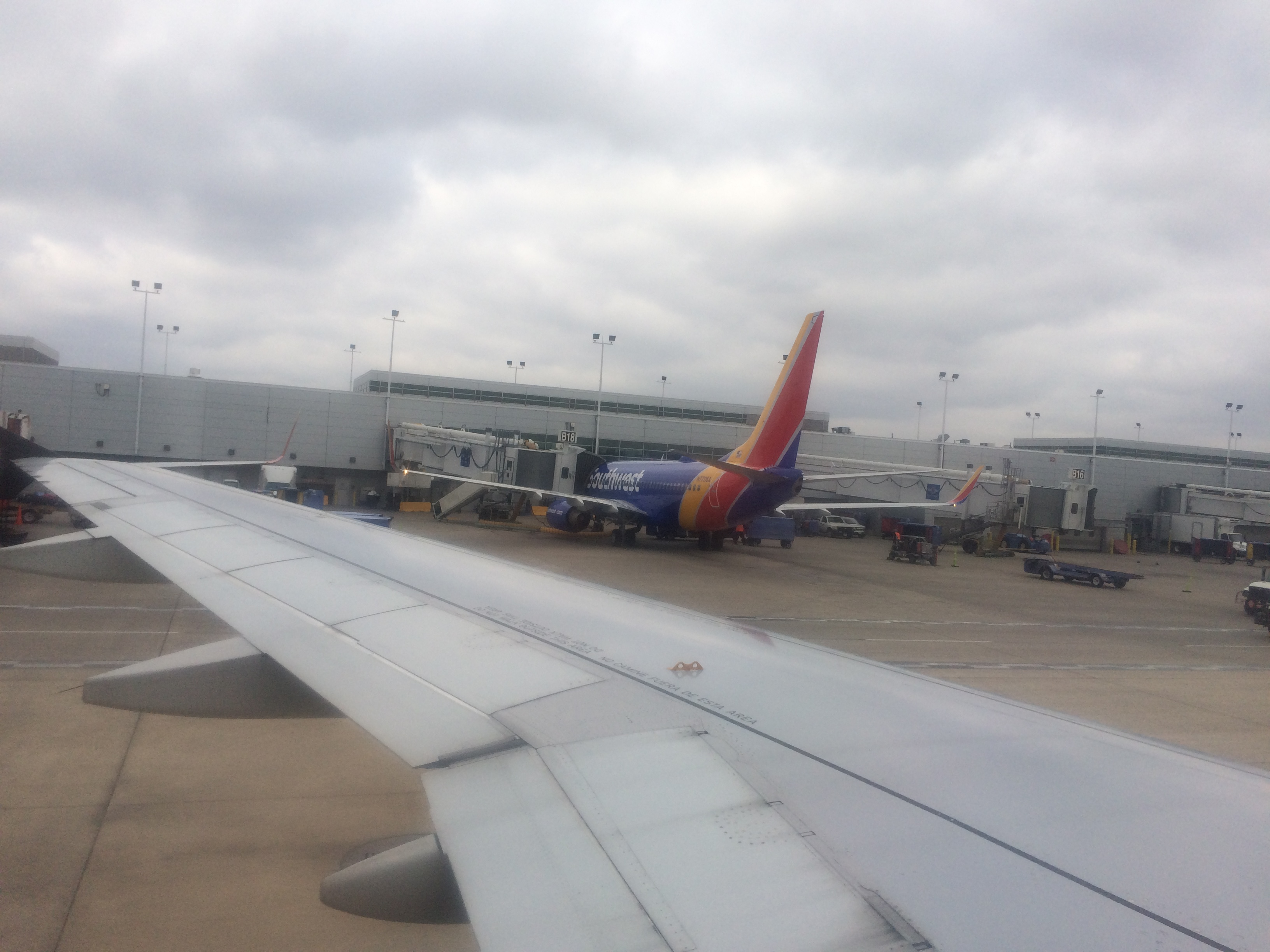
Avión de Southwest en el Aeropuerto de Chicago-Midway.

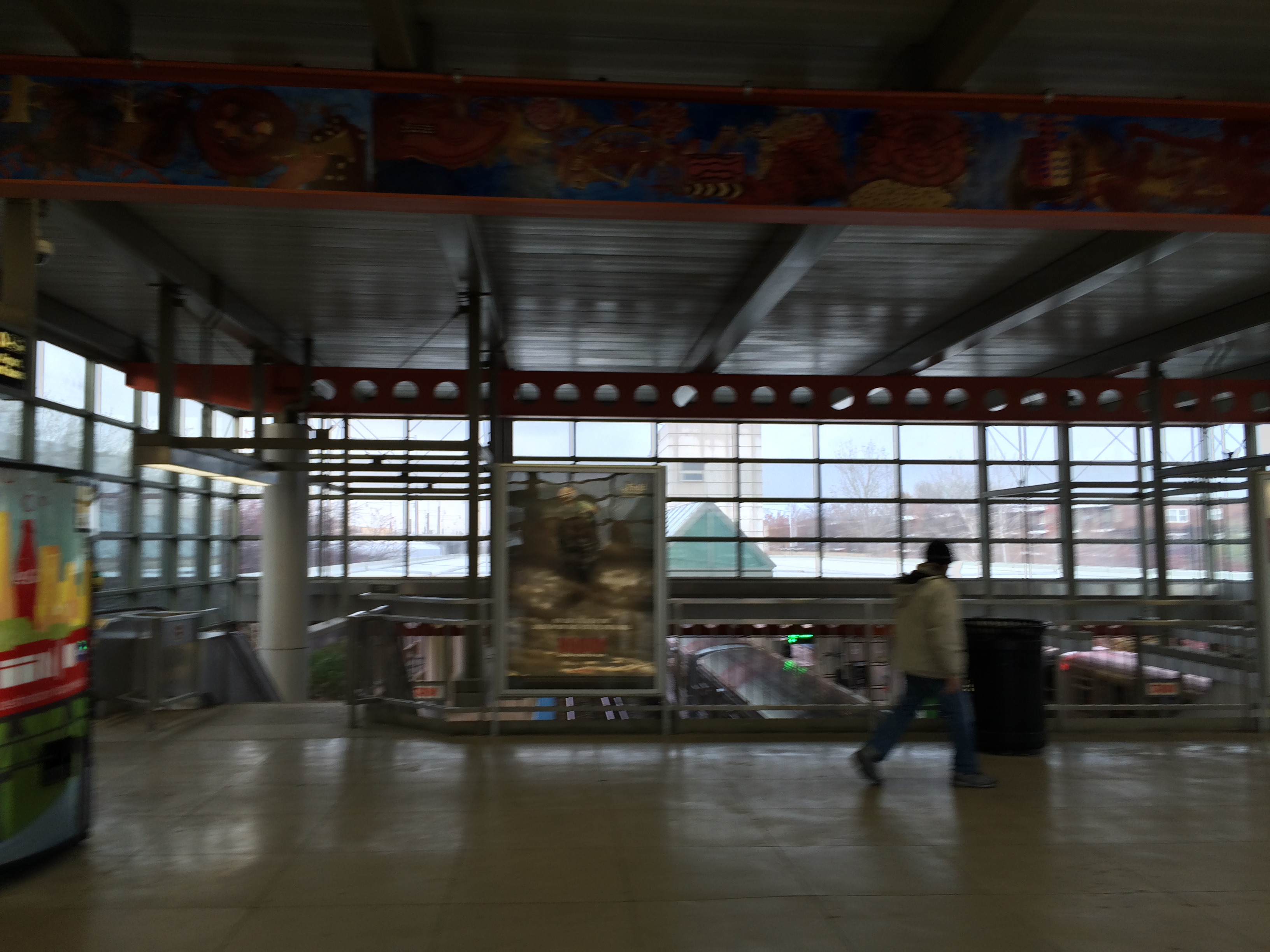
Estación de tren Midway.

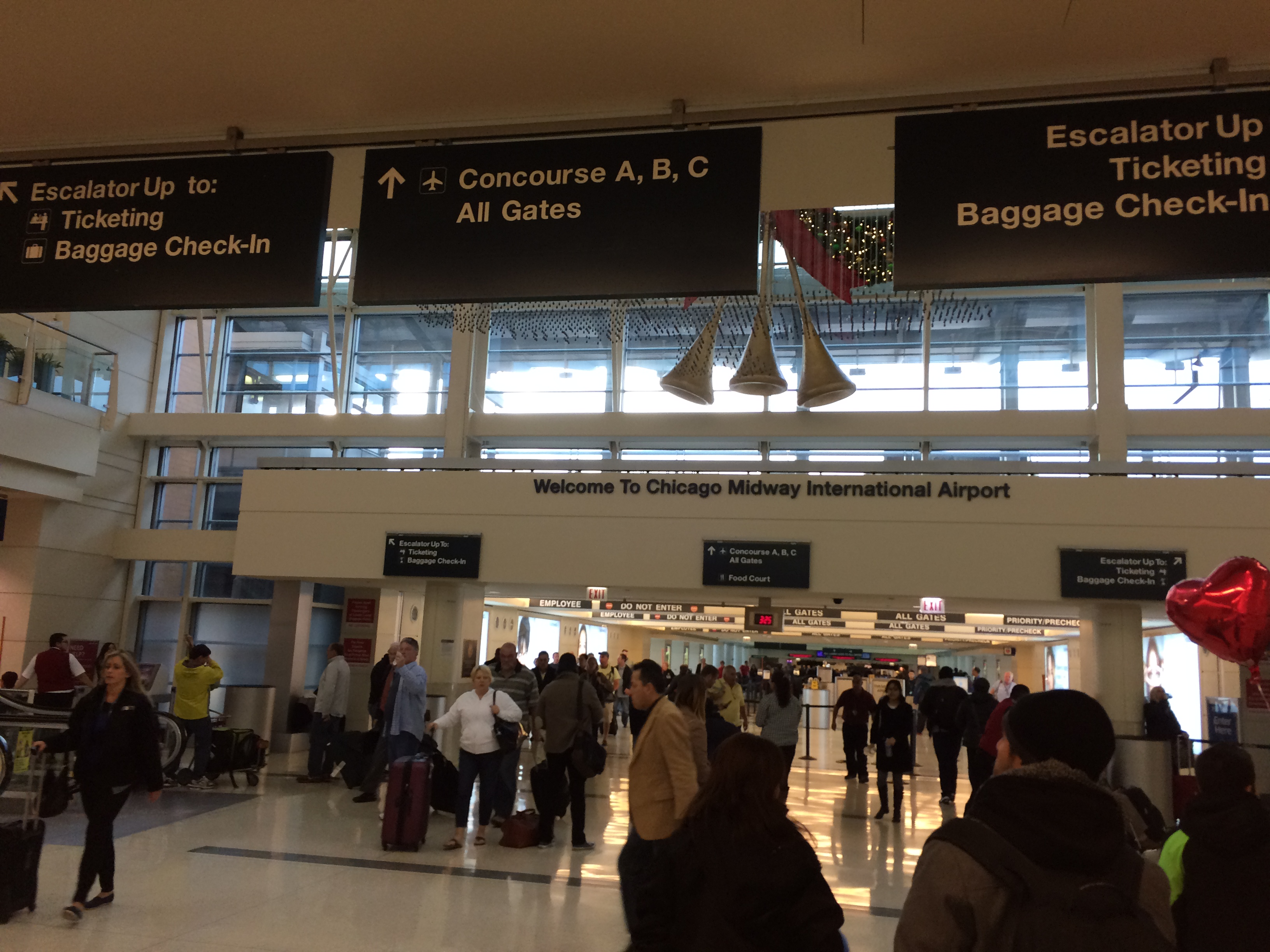
Pasillo principal del Aeropuerto de Chicago-Midway.

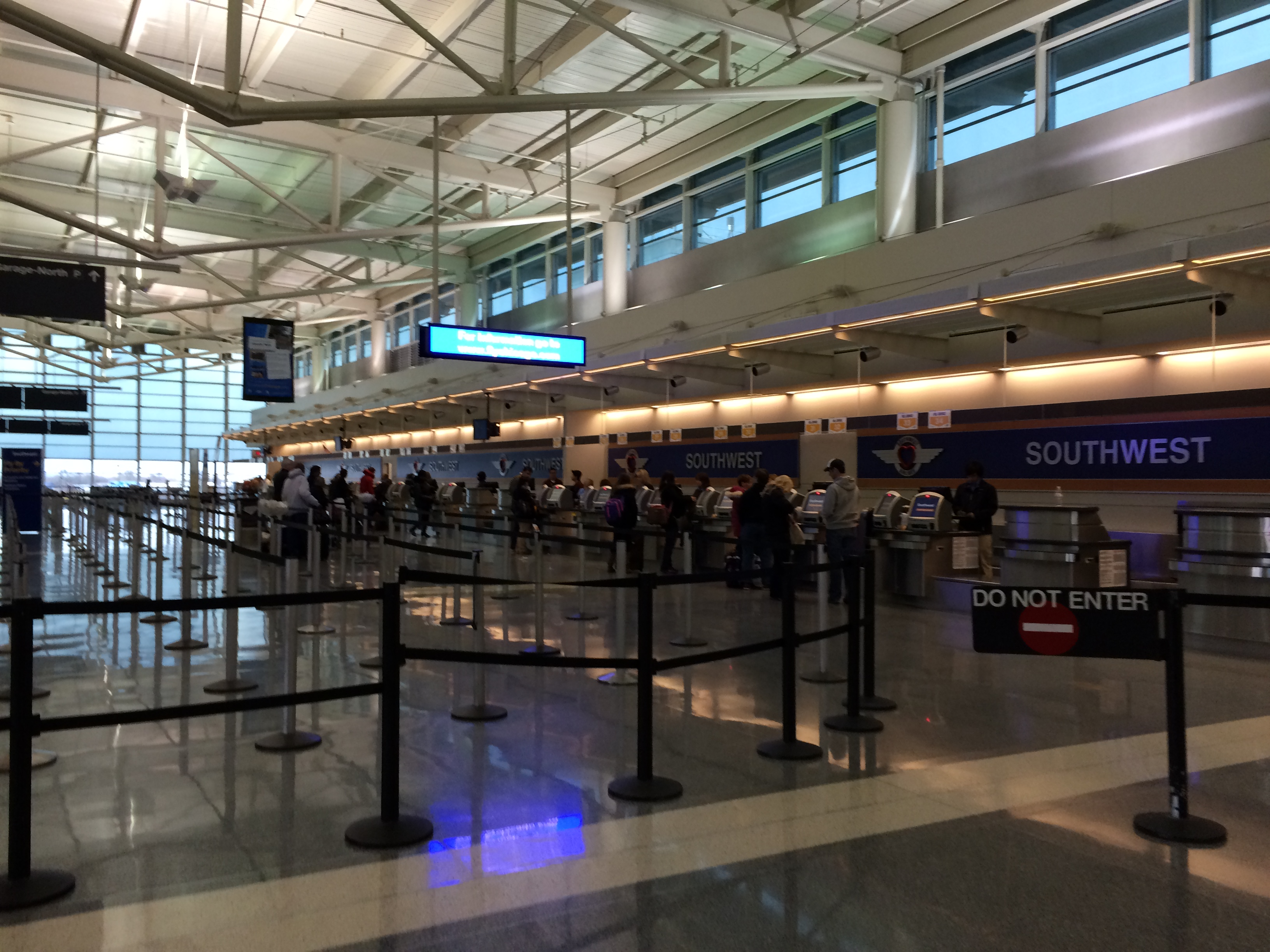
Área de documentación de Southwest.

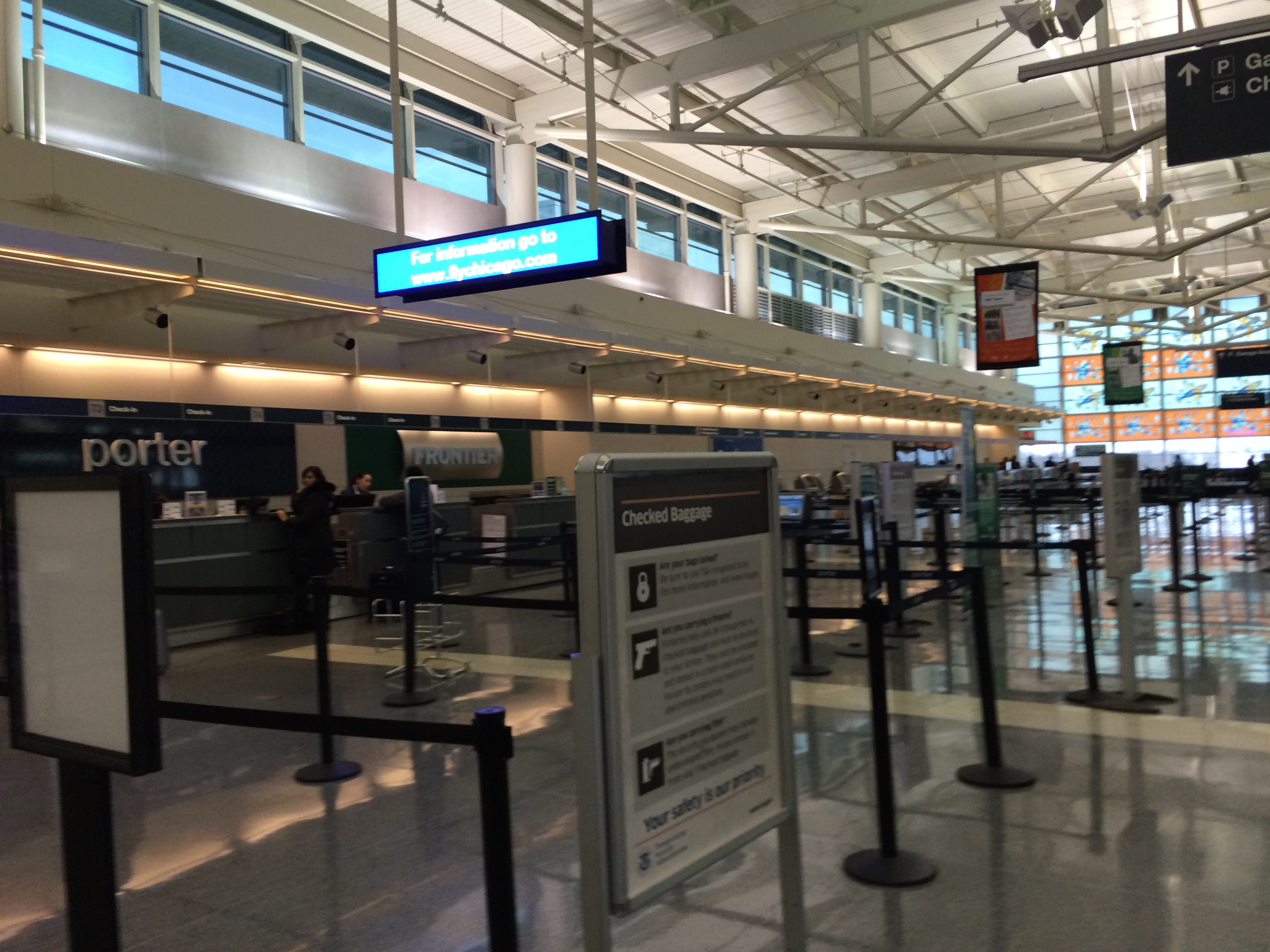
Zona de documentación del Aeropuerto de Chicago-Midway.

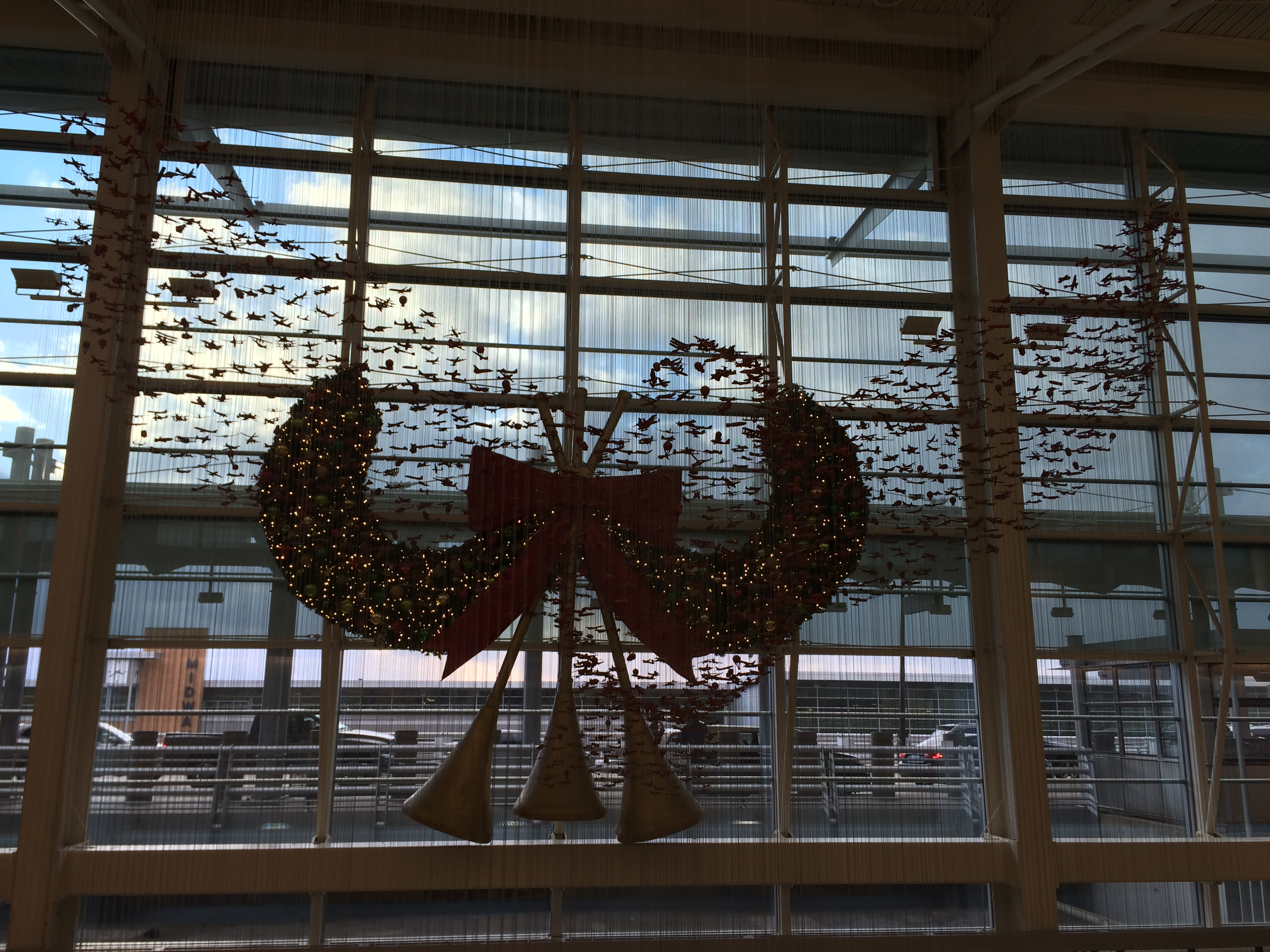
Escultura del Aeropuerto de Chicago-Midway.

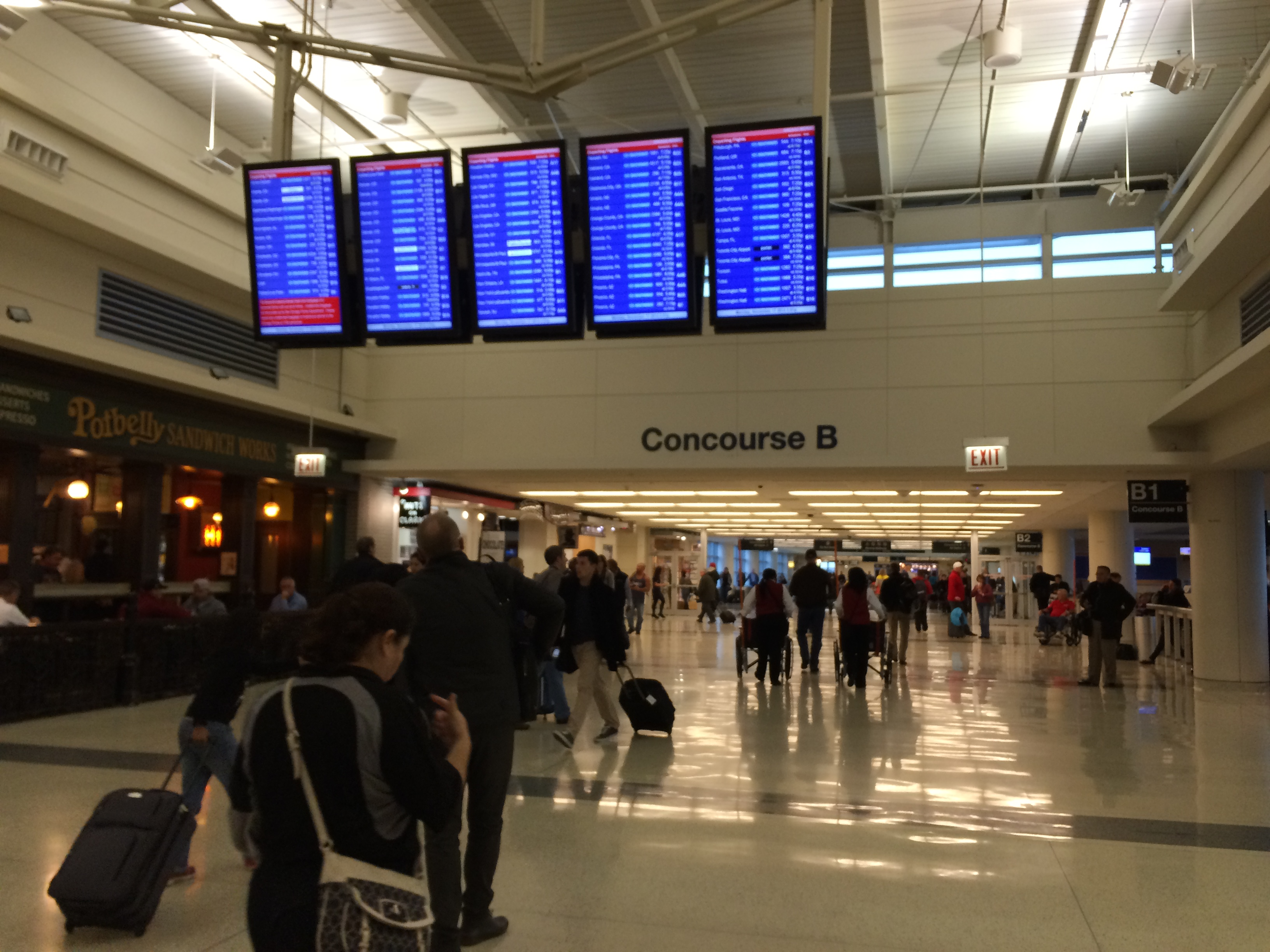
Sala B del Aeropuerto de Chicago-Midway.

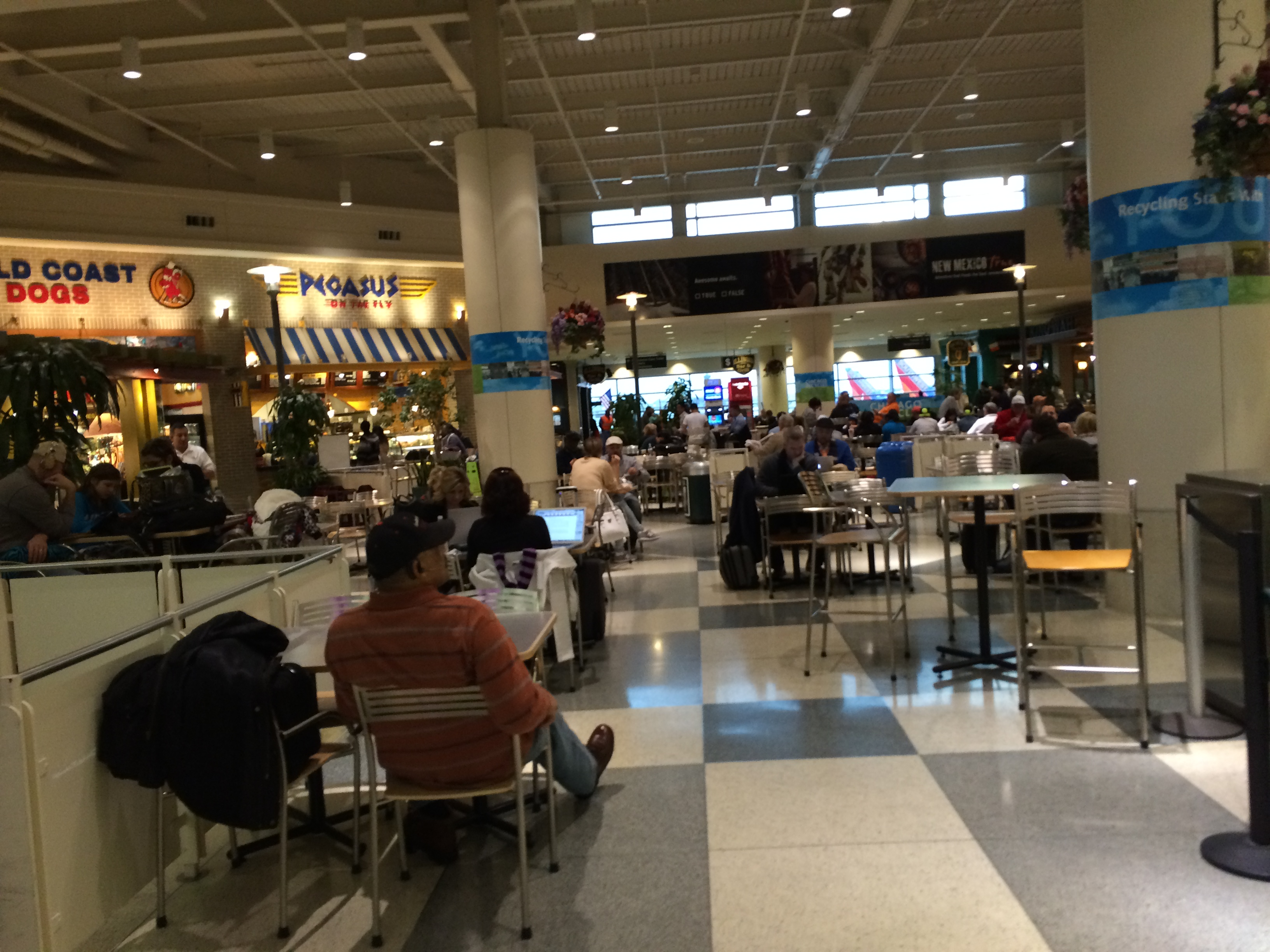
Área de comida rápida del Aeropuerto de Chicago-Midway.

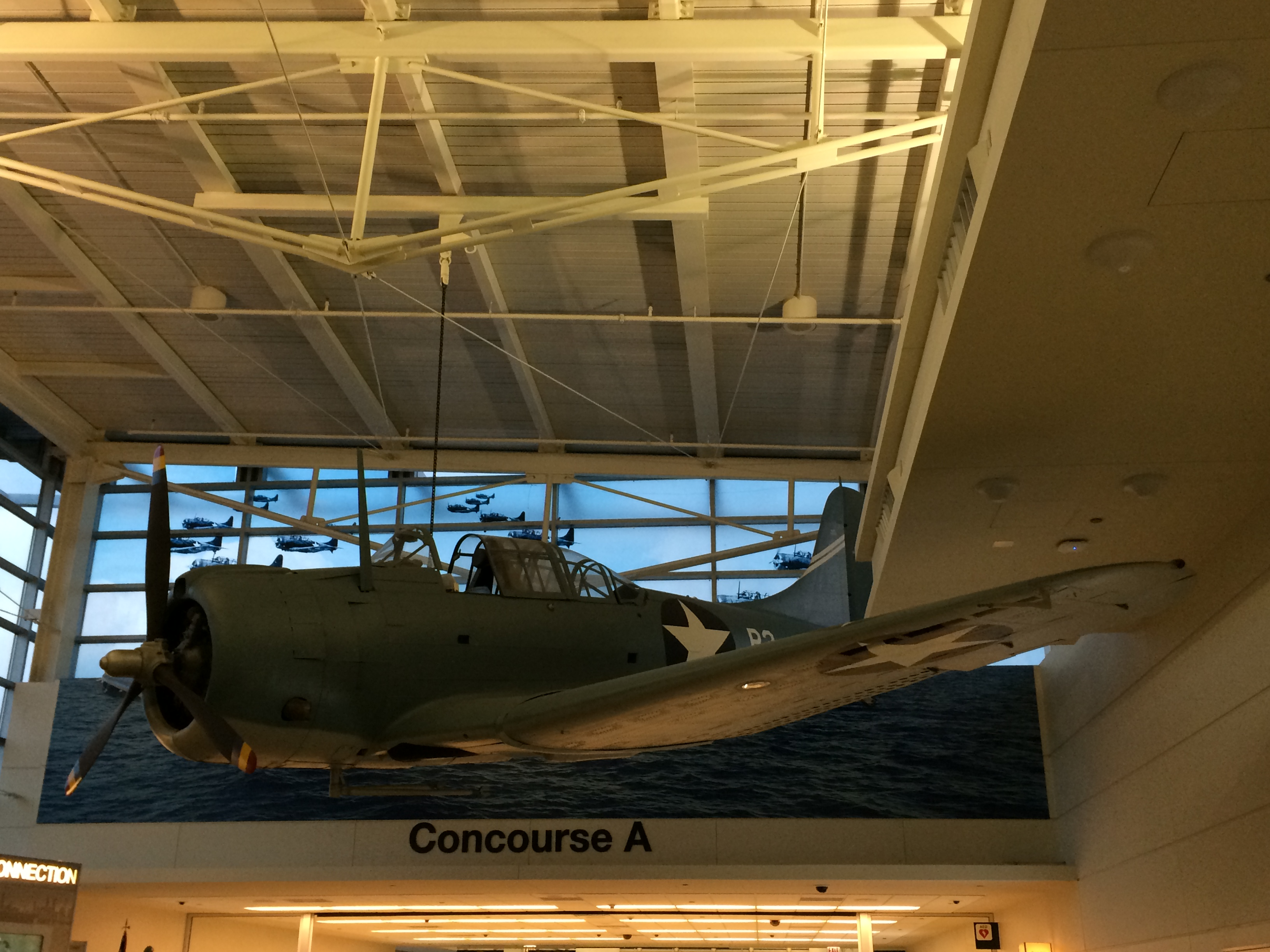
Douglas SBD Dauntless dentro del aeropuerto como parte del memorial de la Batalla de Midway.

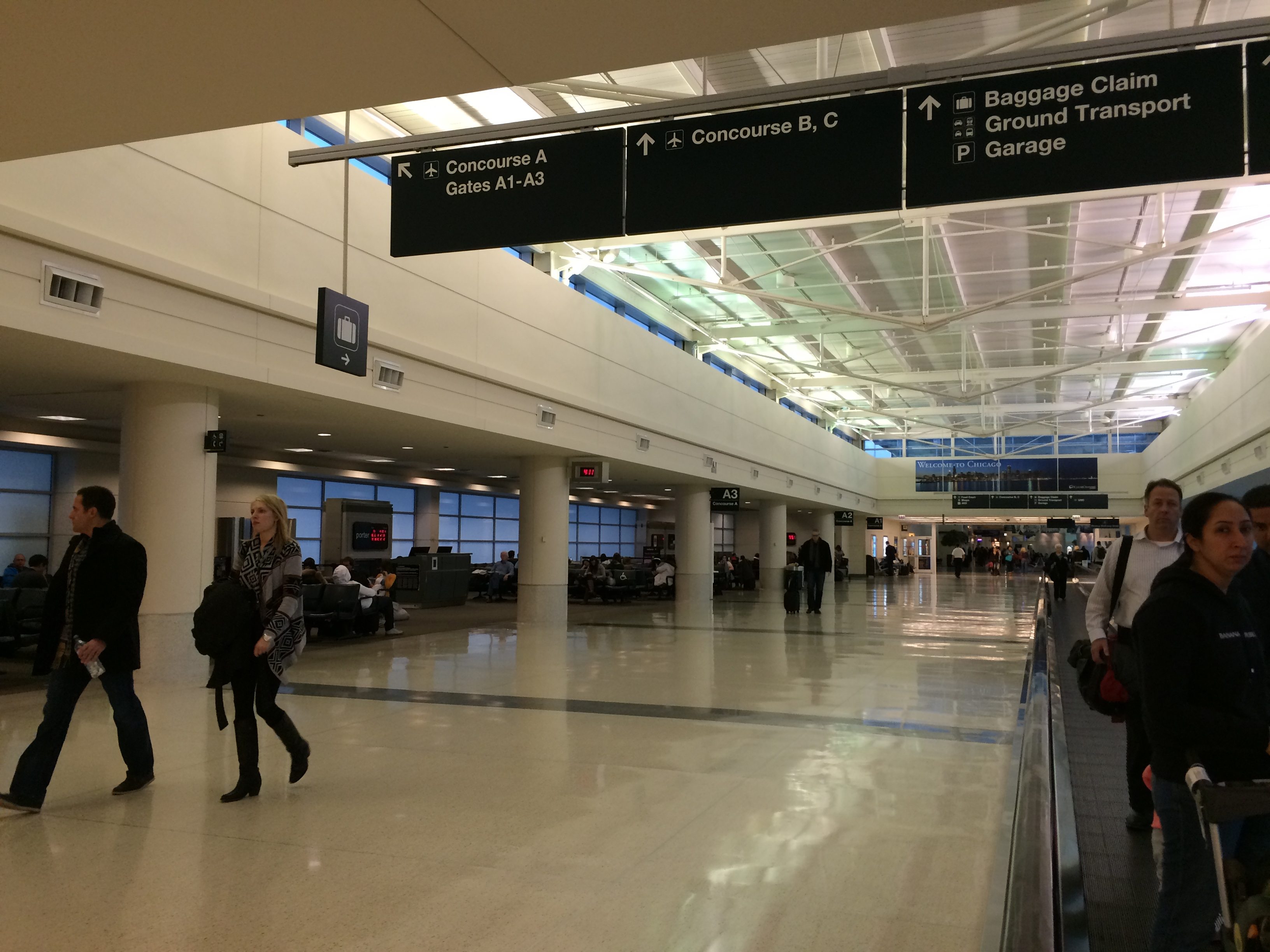
Sala A del Aeropuerto de Chicago-Midway.

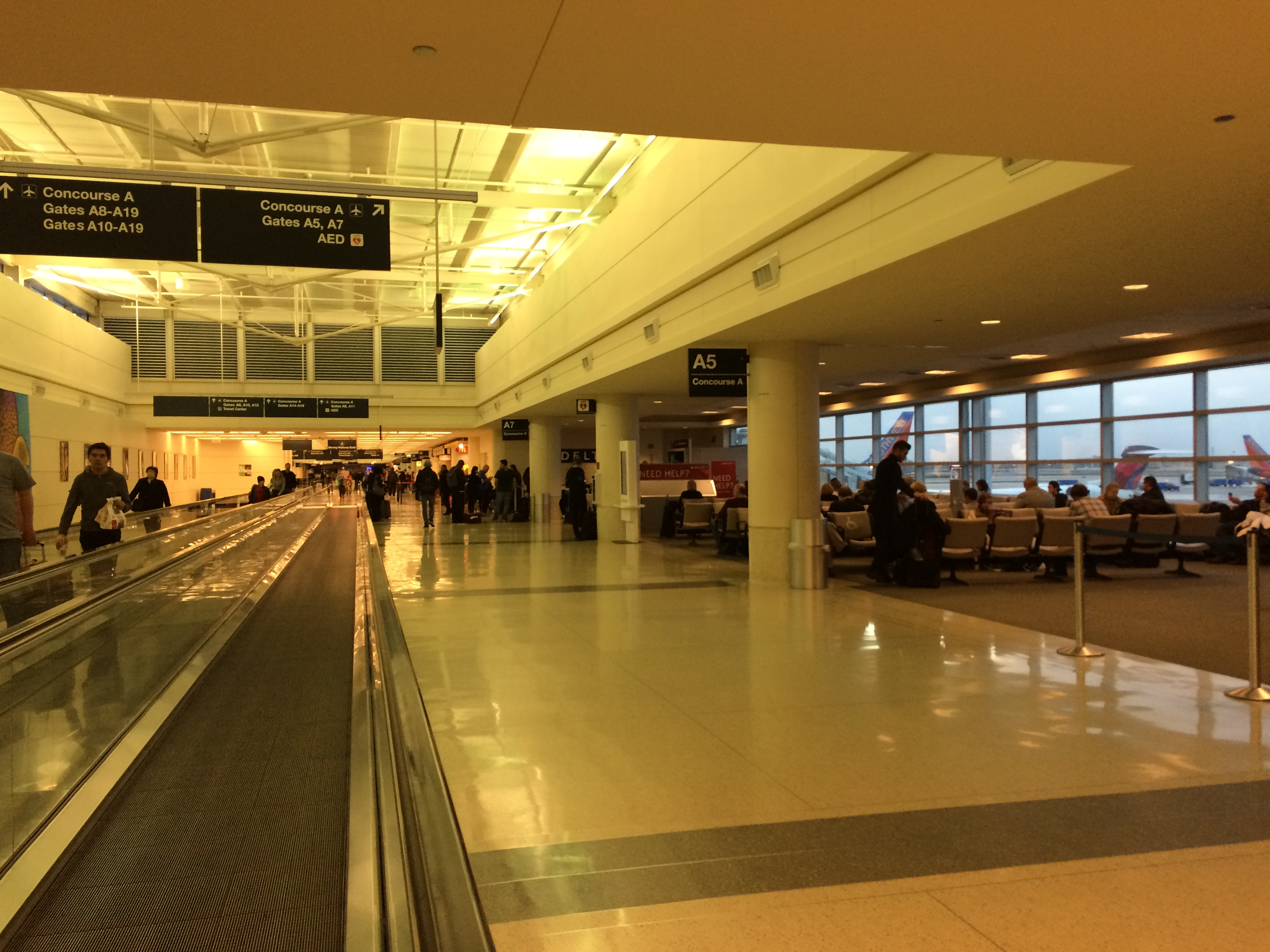
Pasillo del Aeropuerto de Chicago-Midway.

Midway dispone de 43 puertas de aeronaves en tres salas (A, B, y C). Las tres salas de espera y sus puertas son:
- Sala A - 17 puertas (A1-A3, A4 A-B, A5, A7, A9-A12, A14-A19). Las aerolíneas asignadas a esta sala son Allegiant, Delta, Porter, Southwest y Volaris.
- Sala B - 23 puertas (B1-B3, B5-B12, B14-B26). La aerolínea asignada a esta sala es Southwest.
- Sala C - 3 puertas (C1-C3). Las aerolíneas asignadas a esta sala son Avelo Airlines y Frontier Airlines.

## Aerolíneas y destinos

### Pasajeros
| Aerolíneas         | Destinos | Sala  |
| ------------------ | --- | ----- |
| Allegiant Air      | Asheville, Destin/Fort Walton Beach, Knoxville, Provo, Punta Gorda (FL), Savannah | A     |
| Delta Air Lines    | Atlanta | A     |
| Delta Connection   | Detroit, Mineápolis/St. Paul | A     |
| Frontier Airlines  | Atlanta, Baltimore, Dallas/Fort Worth, Denver, Houston–Intercontinental, Filadelfia, Las Vegas, Miami, Newark (inicia el 7 de octubre de 2025), Orlando, Phoenix–Sky Harbor, Tampa | C     |
| Porter Airlines    | Toronto–Billy Bishop | A     |
| Southwest Airlines | Albany, Albuquerque, Atlanta, Austin, Baltimore, Birmingham (AL), Boston, Búfalo, Burbank, Cancún, Charleston (SC), Charlotte, Cincinnati, Cleveland, Colorado Springs, Columbus–Glenn, Dallas-Love, Denver, Des Moines (reinicia el 5 de marzo de 2026), Detroit, El Paso, Filadelfia, Fort Lauderdale, Fort Myers, Grand Rapids, Hartford, Houston–Hobby, Indianápolis, Jacksonville (FL), Kansas City, Las Vegas, Long Beach, Los Ángeles, Louisville, Mánchester (NH), Memphis, Miami, Milwaukee (inicia el 5 de marzo de 2026), Mineápolis/St. Paul, Montego Bay, Myrtle Beach, Nashville, Norfolk, Nueva Orleans, Nueva York–LaGuardia, Oakland, Oklahoma City, Omaha, Ontario, Orlando, Phoenix–Sky Harbor, Pittsburgh, Portland (OR), Providence, Punta Cana, Raleigh/Durham, Richmond, Sacramento, Salt Lake City, San Antonio, San Diego, San Francisco, San José (CA), San Luis, Sarasota, Savannah, Seattle/Tacoma, Tampa, Tucson, Tulsa, Washington-National, Wichita (reinicia el 5 de marzo de 2026) Estacional: Boise, Bozeman, Palm Springs, Panama City (FL), Pensacola, Portland (ME), Reno/Tahoe, Rochester (NY), San José del Cabo, San Juan, Spokane | A & B |
| Volaris            | Aguascalientes, Durango, Guadalajara, León/Del Bajío, Morelia, Zacatecas | A     |

### Destinos nacionales
Se brinda servicio a 86 ciudades dentro del país a cargo de 5 aerolíneas. 
| Albany (ALB)            | •  |    |   |   |   | 1  |
| Albuquerque (ABQ)       | •  |    |   |   |   | 1  |
| Asheville (AVL)         |    |    | • |   |   | 1  |
| Atlanta (ATL)           | •  | •  |   | • |   | 3  |
| Austin (AUS)            | •  |    |   |   |   | 1  |
| Baltimore (BWI)         | •  | •  |   |   |   | 2  |
| Birmingham (BHM)        | •  |    |   |   |   | 1  |
| Boise (BOI)             | •  |    |   |   |   | 1  |
| Boston (BOS)            | •  |    |   |   |   | 1  |
| Bozemam (BZN)           | •  |    |   |   |   | 1  |
| Búfalo (BUF)            | •  |    |   |   |   | 1  |
| Burbank (BUR)           | •  |    |   |   |   | 1  |
| Charleston (CHS)        | •  |    |   |   |   | 1  |
| Charlotte (CLT)         | •  |    |   |   |   | 1  |
| Cincinnati (CVG)        | •  |    |   |   |   | 1  |
| Cleveland (CLE)         | •  |    |   |   |   | 1  |
| Colorado Springs (COS)  | •  |    |   |   |   | 1  |
| Columbus (CMH)          | •  |    |   |   |   | 1  |
| Dallas (DFW)            |    | •  |   |   |   | 1  |
| Dallas (DAL)            | •  |    |   |   |   | 1  |
| Denver (DEN)            | •  | •  |   |   |   | 2  |
| Des Moines (DSM)        | •  |    |   |   |   | 1  |
| Detroit (DTW)           | •  |    |   | • |   | 2  |
| El Paso (ELP)           | •  |    |   |   |   | 1  |
| Filadelfia (PHL)        | •  | •  |   |   |   | 2  |
| Fort Lauderdale (FLL)   | •  |    |   |   |   | 1  |
| Fort Myers (RSW)        | •  |    |   |   |   | 1  |
| Fort Walton Beach (VPS) |    |    | • |   |   | 1  |
| Grand Rapids (GRR)      | •  |    |   |   |   | 1  |
| Hartford (BDL)          | •  |    |   |   |   | 1  |
| Houston (HOU)           | •  | •  |   |   |   | 2  |
| Houston (IAH)           | •  |    |   |   |   | 1  |
| Indianápolis (IND)      | •  |    |   |   |   | 1  |
| Jacksonville (JAX)      | •  |    |   |   |   | 1  |
| Kansas City (MCI)       | •  |    |   |   |   | 1  |
| Knoxville (TYS)         |    |    | • |   |   | 1  |
| Las Vegas (LAS)         | •  | •  |   |   |   | 2  |
| Long Beach (LGB)        | •  |    |   |   |   | 1  |
| Los Angeles (LAX)       | •  |    |   |   |   | 1  |
| Louisville (SDF)        | •  |    |   |   |   | 1  |
| Mánchester (MHT)        | •  |    |   |   |   | 1  |
| Memphis (MEM)           | •  |    |   |   |   | 1  |
| Miami (MIA)             | •  | •  |   |   |   | 2  |
| Milwakee (MKE)          | •  |    |   |   |   | 1  |
| Mineápolis (MSP)        | •  |    |   | • |   | 2  |
| Myrtle Beach (MYR)      | •  |    |   |   |   | 1  |
| Nashville (BNA)         | •  |    |   |   |   | 1  |
| Newark (EWR)            |    | •  |   |   |   | 1  |
| Nueva Orleans (MSY)     | •  |    |   |   |   | 1  |
| Nueva York (LGA)        | •  |    |   |   |   | 1  |
| Norfolk (ORF)           | •  |    |   |   |   | 1  |
| Oakland (OAK)           | •  |    |   |   |   | 1  |
| Oklahoma City (OKC)     | •  |    |   |   |   | 1  |
| Omaha (OMA)             | •  |    |   |   |   | 1  |
| Ontario (ONT)           | •  |    |   |   |   | 1  |
| Orlando (MCO)           | •  | •  |   |   |   | 2  |
| Palm Springs (PSP)      | •  |    |   |   |   | 1  |
| Panama City (ECP)       | •  |    |   |   |   | 1  |
| Pensacola (PNS)         | •  |    |   |   |   | 1  |
| Phoenix (PHX)           | •  | •  |   |   |   | 2  |
| Pittsburgh (PIT)        | •  |    |   |   |   | 1  |
| Portland (PDX)          | •  |    |   |   |   | 1  |
| Portland (PWM)          | •  |    |   |   |   | 1  |
| Providence (PVD)        | •  |    |   |   |   | 1  |
| Provo (PVU)             |    |    | • |   |   | 1  |
| Punta Gorda (PGD)       |    |    | • |   |   | 1  |
| Reno (RNO)              | •  |    |   |   |   | 1  |
| Raleigh/Durham (RDU)    | •  |    |   |   |   | 1  |
| Richmond (RIC)          | •  |    |   |   |   | 1  |
| Rochester (ROC)         | •  |    |   |   |   | 1  |
| Sacramento (SMF)        | •  |    |   |   |   | 1  |
| San Luis (STL)          | •  |    |   |   |   | 1  |
| Salt Lake City (SLC)    | •  |    |   |   |   | 1  |
| San Antonio (SAT)       | •  |    |   |   |   | 1  |
| San Diego (SAN)         | •  |    |   |   |   | 1  |
| San Francisco (SFO)     | •  |    |   |   |   | 1  |
| San José (SJC)          | •  |    |   |   |   | 1  |
| Sarasota (SRQ)          | •  |    |   |   |   | 1  |
| Savannah (SAV)          | •  |    | • |   |   | 2  |
| Seattle (SEA)           | •  |    |   |   |   | 1  |
| Spokane (GEG)           | •  |    |   |   |   | 1  |
| Tampa (TPA)             | •  | •  |   |   |   | 2  |
| Tucson (TUS)            | •  |    |   |   |   | 1  |
| Tulsa (TUL)             | •  |    |   |   |   | 1  |
| Washington (DCA)        | •  |    |   |   |   | 1  |
| Wichita (ICT)           | •  |    |   |   |   | 1  |
| Total                   | 79 | 12 | 6 | 3 | 0 | 86 |

### Destinos internacionales
Se ofrece servicio a 12 destinos internacionales (2 estacionales), a cargo de 3 aerolíneas.
| Ciudades                                                    | Nombre del aeropuerto                                | Aerolíneas                      | Sala         |              |              |
| Norteamérica                                                | Norteamérica                                         | Norteamérica                    | Norteamérica | Norteamérica | Norteamérica |
| ----------------------------------------------------------- | ---------------------------------------------------- | ------------------------------- | ------------ | ------------ | ------------ |
| Canadá (1 destino, 1 aerolínea)                             |                                                      |                                 |              |              |              |
| Toronto                                                     | Aeropuerto Toronto City Centre                       | Porter Airlines                 | A            |              |              |
| México (8 destinos [1 estacional], 2 aerolíneas)            |                                                      |                                 |              |              |              |
| Aguascalientes                                              | Aeropuerto Internacional de Aguascalientes           | Volaris                         | A            |              |              |
| Cancún                                                      | Aeropuerto Internacional de Cancún                   | Southwest Airlines              | A            |              |              |
| Durango                                                     | Aeropuerto Internacional de Durango                  | Volaris                         | A            |              |              |
| Guadalajara                                                 | Aeropuerto Internacional de Guadalajara              | Volaris                         | A            |              |              |
| León                                                        | Aeropuerto Internacional del Bajío                   | Volaris                         | A            |              |              |
| Morelia                                                     | Aeropuerto Internacional General Francisco J. Múgica | Volaris                         | A            |              |              |
| San José del Cabo                                           | Aeropuerto Internacional de Los Cabos                | Southwest Airlines (Estacional) | A            |              |              |
| Zacatecas                                                   | Aeropuerto Internacional de Zacatecas                | Volaris                         | A            |              |              |
| El Caribe                                                   |                                                      |                                 |              |              |              |
| Jamaica (1 destino, 1 aerolínea)                            |                                                      |                                 |              |              |              |
| Montego Bay                                                 | Aeropuerto Internacional Sir Donald Sangster         | Southwest Airlines              | A            |              |              |
| Puerto Rico (1 destino [estacional], 1 aerolínea)           |                                                      |                                 |              |              |              |
| San Juan                                                    | Aeropuerto Internacional Luis Muñoz Marín            | Southwest Airlines (Estacional) | A            |              |              |
| República Dominicana (1 destino, 1 aerolínea)               |                                                      |                                 |              |              |              |
| Punta Cana                                                  | Aeropuerto Internacional de Punta Cana               | Southwest Airlines              | A            |              |              |
| Total: 12 destinos (2 estacionales), 5 países, 3 aerolíneas |                                                      |                                 |              |              |              |

## Antiguos servicios de aerolíneas
Durante la década de 1950, antes de la aparición del O'Hare, el Midway era el aeropuerto más concurrido del mundo y uno de los centros de conexiones del sistema de línea de EUA. United Airlines tenía su sede en el Midway en los días anteriores al O'Hare, y American Airlines se basó originalmente en el Midway hasta que trasladó su sede a Nueva York a mediados de 1930. TWA y Eastern Air Lines y varias otras líneas aéreas tenían muchos vuelos. La terminal fue restaurada en 1958 y nuevamente en 1967, después de que varias aerolíneas de bandera reanudaron el servicio.
Los registros de diciembre de 1970 muestran 86 llegadas semanales (77 de jets) de 13 aerolíneas fijas desde 31 aeropuertos, but pero en agosto de 1974 muestra 14 llegadas (todas de jets) de cuatro aerolíneas y en 1976–79 el Midway tenía únicamente los dos o tres DC-9s de Delta desde St Louis. Midway Airlines llegó el 31 de octubre de 1979 con DC-9 sin escalas a Kansas City, Detroit y Cleveland Lakefront; se expandieron en gran medida en la década de 1980. El Midway fue una ciudad foco para Vanguard Airlines de 1997 al 2000.
Tanto American Airlines como United Airlines terminaron todos los servicios regulares del Midway en septiembre del 2006 para concentrar las operaciones del área de Chicago en el cercano Aeropuerto Internacional O'Hare.
Big Sky Airlines inició sus servicios sin escalas el 3 de diciembre del 2006 entre Springfield (Illinois) y el Midway y agregó vuelos sin escalas a Eau Claire (Wisconsin), iniciando el 17 de marzo. Sin embargo, debido a la poca demanda de pasajeros, tanto el vuelo a Springfield como el vuelo a Eau Claire se suspendieron el 9 de junio del 2007.
Mesa Airlines, que inició el servicio sin escalas al MDW a principio del 2007, canceló todos sus vuelos a Decatur (Illinois) y a Quincy (Illinois), a partir del 9 de noviembre del 2007. Los vuelos que fueron abiertos por Air Midwest, fueron finalizados por la poca demanda.
El Aeropuerto Internacional Midway fue alguna vez el centro de conexiones más grande de ATA Airlines y su subsidiaria regional Chicago Express Airlines, que operaba como ATA Connection. ATA había operado un centro de operaciones en Midway desde 1992. Tan recientemente como en el 2004, ATA operaba más de 100 vuelos diarios a más de 30 destinos. La aerolínea redujo su servicio en Chicago después de declararse en bancarrota a finales del 2004. El 3 de abril del 2008, la compañía se declaró en quiebra una vez más y terminó todas las operaciones programadas, incluyendo el servicio a las cuatro ciudades que siguen sirviendo al Chicago-Midway.
Continental Airlines contó con servicios diarios del Chicago-Midway a Cleveland y a Newark hasta mayo del 2008. La aerolínea finalizó su servicio a Chicago-Midway el 31 de mayo del 2008 debido a los altos costos del combustible.
Entre otras aerolíneas que volaban Midway eran Access Air, Kiwi International Air Lines, US Airways, MetroJet, Ozark Air Lines (2000–2001), Pan American Airways (1998–2004) Mexicana de Aviación y Viva
Viva contaba con vuelos directos a Monterrey hasta abril del 2012.
United Airlines reinició vuelos a Dallas-Fort Worth, Detroit y Kansas City el 12 de julio de 2012 pero terminaron en 2014.
AirTran Airways voló a Chicago-Midway desde 1994 hasta el 28 de diciembre del 2014 , cuando el servicio se trasladó a Southwest.
Frontier Airlines contaba con vuelos directos de Chicago-Midway desde los años 90s hasta el 2014, cuando todos sus vuelos fueros reubicados al Aeropuerto Internacional O'Hare.

## Estadísticas
El Aeropuerto de Chicago Midway es el segundo mayor aeropuerto de pasajeros en el estado de Illinois, después del Aeropuerto O'Hare. In 2005, Chicago Midway International Airport was the 30th-busiest airport in the United States in terms of passenger traffic.
Chicago Midway ocupó el primer lugar en satisfacción del cliente entre los aeropuertos de tamaño medio (10 millones a 30 millones de pasajeros al año) en el estudio de 2008 de J. D. Power and Associates.
Southwest, junto con su filial AirTran Airways, es el operador dominante en Midway, controlando 34 de las 43 puertas del aeropuerto. En la actualidad, las compañías aéreas ofrecen un total combinado de 250 salidas diarias a 68 destinos sin escalas.
El Aeropuerto Internacional de Chicago Midway es el segundo más grande aeropuerto del área metropolitana de Chicago y es el segundo más ocupado del estado de Illinois después del Aeropuerto Internacional O'Hare. En el 2009 17,089,365 de pasajeros viajaron a través del Chicago Midway, en segundo lugar detrás del Aeropuerto Internacional Chicago-O'Hare, y por arriba del Aeropuerto Internacional de Gary/Chicago y del Aeropuerto Internacional Chicago Rockford. En el 2005, Aeropuerto Internacional de Chicago Midway fue el aeropuerto número 30 en Estados Unidos en términos de tráfico de pasajeros. En sus 80 años de historia de tráfico de pasajeros, el Aeropuerto Midway ha tenido 21 incidentes y accidentes, y sólo un accidente desde 1976.
Southwest es la aerolínea dominando en Midway, controlando 31 de las 43 puertas del aeropuerto. Actualmente, la aerolínea ofrece 216 vuelos diarios a 52 destinos.
El Aeropuerto Internacional Midway ocupa el tercer lugar entre los grandes aeropuertos en la nación por sus "mejores tasas de puntualidad" en junio del 2007, al llegar a tiempo el 75.4% de todos los vuelos (8087), tuvo un aumento del 3.8% respecto al año anterior. Fue el primer lugar en satisfacción al cliente entre aeropuertos de tamaño mediano (de 10 millones hasta 30 millones de pasajeros al año) en el estudio del 2008 realizado por JD Power and Associates.

### Rutas más transitadas
| Número | Ciudad                 | Pasajeros | Aerolínea                                              |
| ------ | ---------------------- | --------- | ------------------------------------------------------ |
| 1      | Las Vegas, Nevada      | 448,000   | Frontier Airlines, Southwest Airlines                  |
| 2      | Phoenix, Arizona       | 444,000   | Frontier Airlines, Southwest Airlines                  |
| 3      | Atlanta, Georgia       | 444,000   | Delta Air Lines, Frontier Airlines, Southwest Airlines |
| 4      | Denver, Colorado       | 415,000   | Frontier Airlines, Southwest Airlines                  |
| 5      | Orlando, Florida       | 411,000   | Frontier Airlines, Southwest Airlines                  |
| 6      | Nueva York, Nueva York | 332,000   | Southwest Airlines                                     |
| 7      | Dallas, Texas          | 286,000   | Southwest Airlines                                     |
| 8      | Mineápolis, Minnesota  | 267,000   | Delta Connection, Southwest Airlines                   |
| 9      | Tampa, Florida         | 252,000   | Frontier Airlines, Southwest Airlines                  |
| 10     | Kansas City, Misuri    | 251,000   | Southwest Airlines                                     |

| Número | Ciudad                           | Pasajeros | Aerolínea                             |
| ------ | -------------------------------- | --------- | ------------------------------------- |
| 1      | Cancún, México                   | 142,177   | Frontier Airlines, Southwest Airlines |
| 2      | Morelia, México                  | 139,406   | Volaris                               |
| 3      | Guadalajara, México              | 98,744    | Volaris                               |
| 4      | Toronto, Canadá                  | 81,196    | Porter Airlines                       |
| 5      | León, México                     | 75,826    | Volaris                               |
| 6      | Aguascalientes, México           | 72,918    | Volaris                               |
| 7      | Zacatecas, México                | 45,336    | Volaris                               |
| 8      | Punta Cana, República Dominicana | 43,426    | Southwest Airlines                    |
| 9      | Durango, México                  | 39,307    | Volaris                               |
| 10     | Montego Bay, Jamaica             | 38,592    | Southwest Airlines                    |

### Tráfico Anual
| Año  | Pasajeros  | Año  | Pasajeros  |
| ---- | ---------- | ---- | ---------- |
| 2000 | 15,672,688 | 2016 | 22,677,589 |
| 2001 | 15,628,886 | 2017 | 22,460,236 |
| 2002 | 16,959,229 | 2018 | 22,027,737 |
| 2003 | 18,644,372 | 2019 | 20,844,860 |
| 2004 | 19,718,236 | 2020 | 8,853,948  |
| 2005 | 17,862,838 | 2021 | 15,893,595 |
| 2006 | 18,868,388 | 2022 | 19,916,643 |
| 2007 | 19,378,855 | 2023 | 22,050,489 |
| 2008 | 17,345,635 | 2024 | 21,513,521 |
| 2009 | 17,089,365 | 2025 |            |
| 2010 | 17,676,413 | 2026 |            |
| 2011 | 18,883,170 | 2027 |            |
| 2012 | 19,516,127 | 2028 |            |
| 2013 | 20,474,552 | 2029 |            |
| 2015 | 22,221,499 | 2030 |            |

### Tráfico histórico
|      | Midway  | O'Hare  |
| ---- | ------- | ------- |
| 1958 | 337,421 | 66,205  |
| 1959 | 345,170 | 82,417  |
| 1960 | 298,582 | 163,351 |
| 1961 | 187,978 | 235,908 |
| 1962 | 46,873  | 331,090 |
| 1963 | 19,054  | 358,266 |
| 1964 | 19,017  | 389,640 |
| 1965 | 16,716  | 443,026 |
| 1966 | 5,090   | 478,644 |
| 1967 | 4,427   | 573,506 |
| 1968 | 26,941  | 628,632 |
| 1969 | 31,394  | 632,030 |
| 1970 | 43,553  | 598,973 |
| 1971 | 51,734  | 565,826 |

## Tránsito
El Aeropuerto Midway es servido por la estación Midway del Metro de Chicago de la Autoridad de Tránsito de Chicago. Los pasajeros pueden subir a los trenes de la línea Naranja en una estación en la terminal del aeropuerto, que va al centro de Chicago y al Loop (el tiempo de tránsito es de unos 25 minutos). Esta misma estación sirve como una parada para tomar muchos autobuses de la CTA que sirven a las zonas circundantes. Midway es uno de los pocos aeropuertos en Estados Unidos que tienen metro para los servicios de la terminal.

## Accidentes
- Vuelo 1248 de Southwest Airlines

## Aeropuertos cercanos
Los aeropuertos más cercanos son:
- Aeropuerto de Chicago FSS (15 km)
- Aeropuerto Internacional O'Hare (25 km)
- Aeropuerto Regional de South Bend (119 km)
- Aeropuerto Internacional Chicago Rockford (120 km)
- Aeropuerto Internacional General Mitchell (130km)